# Loucuras no Nordeste
Loucuras no Nordeste é um filme pornográfico brasileiro, gravado em Maceió, sendo a primeira produção alagoana do gênero. O filme conta histórias de casais que decidem transar em locais públicos, tais como Praça Gonçalves Ledo, Associação Comercial de Jaraguá, Avenida Fernandes Lima num ônibus em pleno horário comercial e até nas águas da Lagoa Manguaba, a bordo de um catamarã. A direção do filme é de Marcelo Grotto